# Dionís l'Areopagita
Dionís o Dionisi l'Areopagita (en grec antic: Διονύσιος ὁ Ἀρεοπαγίτης, en llatí: Dionysius Areiopageita) va ser un erudit grec d'Atenes i jutge de l'Areòpag, esmentat per Suides com el més erudit dels grecs.
Va estudiar a Atenes i després a Heliòpolis d'Egipte, on va observar un eclipsi de sol que suposadament es va produir durant la crucifixió de Crist. Al retorn a Atenes va ser membre del consell de l'Areòpag, del qual deriva el seu renom.
Cap a l'any 50, quan Pau de Tars va predicar a Atenes, va convertir-se al cristianisme en sentir les seves prèdiques, tal com s'explica als Fets dels Apòstols (17:34) i, d'acord amb Dionís de Corint, citat per Eusebi de Cesarea, va ser el primer bisbe d'Atenes, lloc pel que hauria estat nomenat pel mateix Pau, segons Suides. Sembla que hauria mort màrtir, torturat amb gran crueltat.
És considerat sant per les esglésies Catòlica i Ortodoxa, celebrant-se la seva festivitat el dia 3 d'octubre. Va ser triat com el sant patró d'Atenes.

## Confusions amb altres Dionís
Dionís també es va identificar de forma incorrecta amb el màrtir gal Dionís de París, el primer bisbe de París. Per això, a les tradicions catòliques i ortodoxes hi ha versions de la seva llegenda que el fan anar a predicar a la Gàl·lia on finalment seria martiritzat. A banda de la identitat dels noms i que eren bisbes, la confusió també es va difondre intencionadament des de l'Abadia de Sant Denís, a París, per tal de fer que el seu sant, del qual tenien les restes, fos també deixeble de Pau de Tars i remuntar-lo fins als primers temps del cristianisme. En tot cas, es tracta de persones diferents.
A principis del segle vi es van atribuir a l'Areopagita una sèrie d'escrits anònims de caràcter místic que utilitzaven el llenguatge neoplatònic per tractar continguts teològics cristians. Avui se sap que la identificació és incorrecta i que aquestes obres no poden ser anteriors al segle v i es designa l'autor dels escrits, desconegut, com a Pseudo-Dionís l'Areopagita. Se suposa que alguns escrits místics cristians derivats dels seus, o d'altres, es van introduir a l'Europa carolíngia i van influir en el desenvolupament de la cristiandat occidental, on les obres del Pseudo-Dionís van tenir gran difusió mitjançant nombroses còpies manuscrites i, després, nombroses edicions impreses. Fabricius l'inclou a la Bibliotheca Graeca.

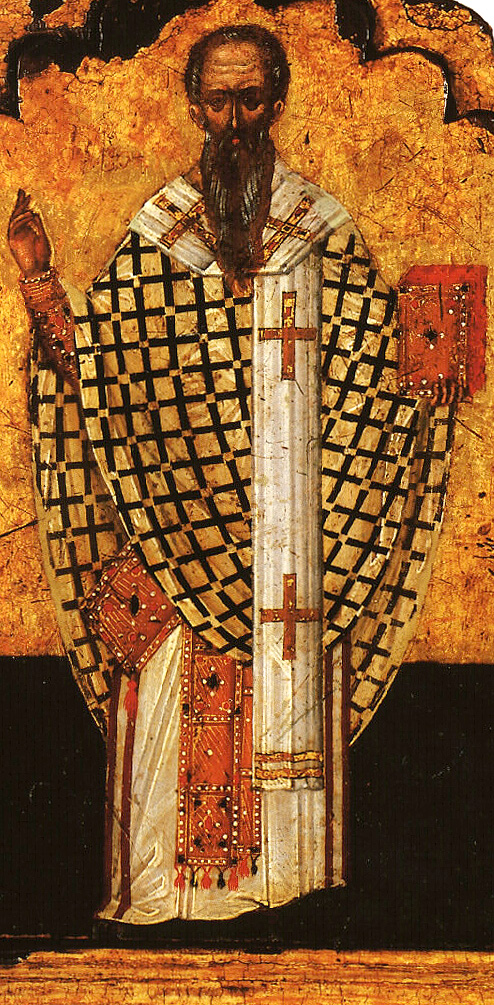
Icona russa del s. XVII, amb l'Areopagita
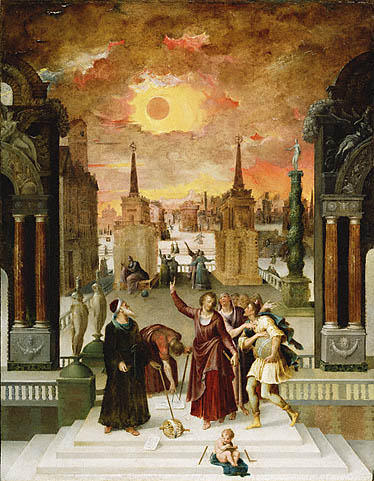
Dionís contemplant l'eclipsi per Antoine Caron, 1571 (Los Angeles, Getty Museum)
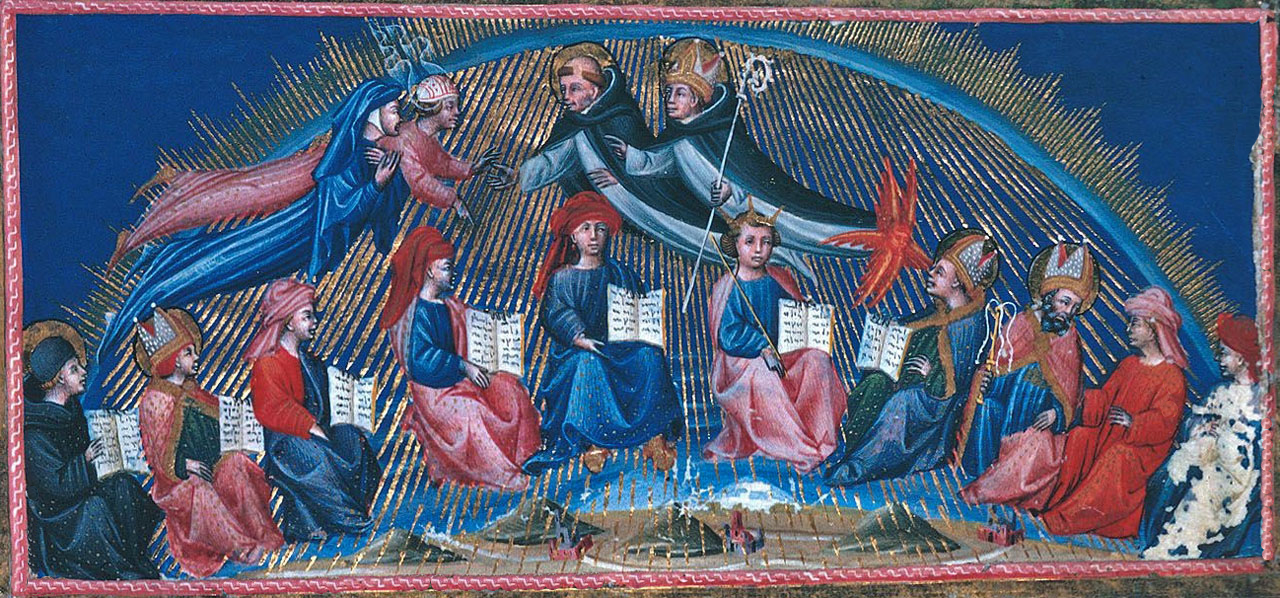
Miniatura per a la Divina comèdia del Dante, del s. XV, per Giovanni di Paolo, amb el cercle dels professors i savis del Regne al Paradís: el tercer de baix, començant per l'esquerra, és Dionís l'Areopagita (Londres, British Library, Yates Thompson 36, fol. 147)
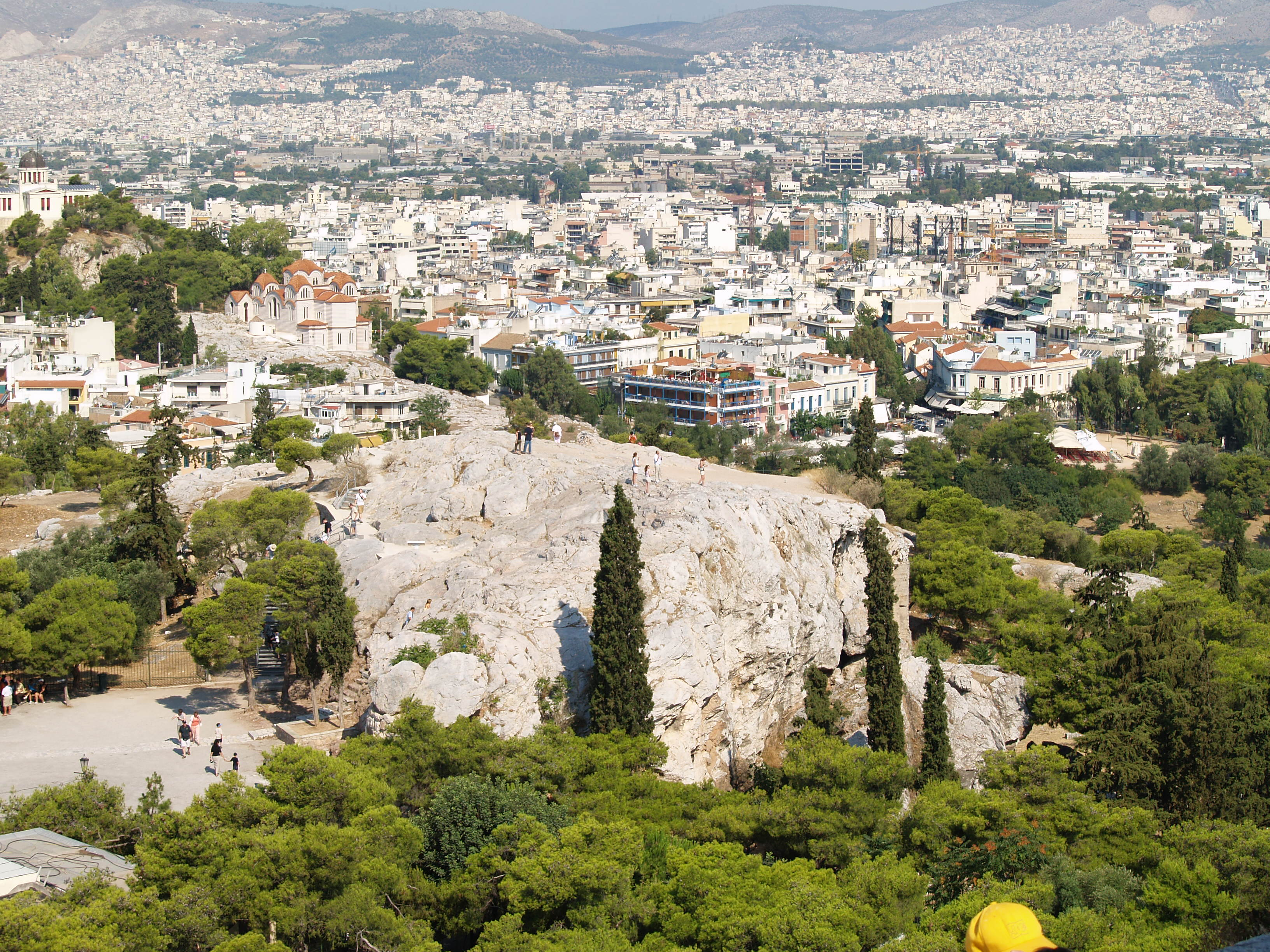
Areòpag d'Atenes, amb les ruïnes de la basílica del sant